# Yahoo Sports
O Yahoo! Sports é o site de notícias esportivas lançado pelo Yahoo! em 8 de dezembro de 1997, com notícias relacionadas aos esportes e um "simulador" de diversos campeonatos e modalidades esportivas, em que o usuário atua como técnico e dirigente. Neste "simulador" você encontra campeonatos como NBA, NFL, NHL, MLB entre outros. Ele recebe a maioria de suas informações da STATS, Inc. O Yahoo! Sports emprega numerosos escritores e tem páginas de equipe de quase todos os principais esportes da América do Norte. Antes do lançamento do Yahoo Sports, certos elementos do site eram conhecidos como Yahoo! Scoreboard.
De 2011 a 2016, a marca Yahoo Sports também foi usada para uma rede de rádio esportiva dos EUA. Essa rede é agora conhecida como SB Nation Radio.